# Datore di lavoro
Il datore di lavoro, nell'ambito di un rapporto di lavoro, è una delle parti del contratto di lavoro subordinato. Requisito caratterizzante è quello di avere alle proprie dipendenze un lavoratore subordinato. Ciò non di meno, generalmente il datore di lavoro non è assimilabile, come spesso si crede, a una persona fisica (tipo una ditta individuale o chiunque all'infuori di attività professionale), esistendo datori di lavoro con personalità giuridica: imprese, società, enti pubblici.
Il datore di lavoro può essere anche un individuo all'infuori di attività d'impresa: si pensi al datore di lavoro domestico, cioè colui che ha alle proprie dipendenze, ad esempio, una colf. La sua posizione è molto complessa per la compresenza di situazioni attive e passive, di diritti e obblighi corrisposti e correlati con quelli del lavoratore. La loro forma è del tutto libera potendo assumere sia la forma orale sia quella scritta attraverso l'emanazione di circolari o ordini di servizio.
Non è necessario porre in essere particolari forme o atti per essere datore di lavoro, salvo quanto previsto dalla legge.

## Poteri del datore di lavoro
Il complesso dei poteri del datore di lavoro viene sintetizzato nell'espressione potere direttivo, che consiste in un insieme di facoltà nei confronti dei lavoratori subordinati:
- nel potere strettamente direttivo;
- nel potere di vigilanza e controllo sui lavoratori;
- nel potere disciplinare.

## Obblighi del datore di lavoro

### Italia
In Italia gli obblighi del datore di lavoro nei confronti dei lavoratori subordinati o parasubordinati sono essenzialmente:
- Obbligo di corrispondere il trattamento economico e normativo dovuto: e cioè la retribuzione (art. 2099 c.c.), con i relativi accessori, e di provvedere agli obblighi previdenziali e assistenziali previsti dalla legge e dal contratto collettivo;
- Obbligo di garantire la sicurezza sul lavoro;
- Obbligo di informazione e formazione nei confronti del prestatore di lavoro (al quale devono essere comunicati qualifica, mansioni, periodi di ferie, prospetto paga, ecc.), e nei confronti del sindacato che deve essere informato non solamente sul rapporto di lavoro in corso di svolgimento, ma anche sulla gestione complessiva dell'impresa;
- Obbligo di nominare il medico competente nei casi in cui la legge preveda la sorveglianza sanitaria obbligatoria per i lavoratori a rischio, ai sensi del testo unico sulla sicurezza nei luoghi di lavoro (D. Lgs. n. 81/2008, art. 18, comma 1, lett. a)).